# Uładzimir Cypłakou
Uładzimir Wiktarawicz Cypłakou, błr. Уладзімір Віктаравіч Цыплакоў, ros. Владимир Викторович Цыплаков - Władimir Wiktorowicz Cypłakow (ur. 18 kwietnia 1969 w Incie, zm. 14 grudnia 2019) – radziecki i białoruski hokeista, reprezentant Białorusi. Trener i działacz hokejowy.
Jego brat Alaksandr (ur. 1967) także był hokeistą i został trenerem hokejowym. Jego syn Łuka (ur. 1995) również został hokeistą.

## Kariera zawodnicza
- Torpedo Jarosław (1985-1987)
- Dynama Mińsk (1987-1992)
- Detroit Falcons (1992-1993)
- Indianapolis Ice (1993)
- Fort Wayne Komets (1993-1995)
- Los Angeles Kings (1995-200)
  -  Las Vegas Thunder (1995)
- Buffalo Sabres (2000-2001)
- Ak Bars Kazań (2001-2004)
- CSKA Moskwa (2004-2005)
- Junost' Mińsk (2005)

Naukę rozpoczynał w rodzinnej Incie. Następnie jako junior kontynuował karierę w Torpedo Jarosław. Po dwóch sezonach przeniósł się do Białoruskiej SRR i grał w klubie Dynama Mińsk, który w międzyczasie stał się białoruską drużyną w niepodległym państwie. Po pięciu sezonach w 1992 wyjechał do Stanów Zjednoczonych, gdzie wpierw występował w rozgrywkach CoHL, a później IHL. Rok potem drafcie NHL z 1995 został wybrany przez Los Angeles Kings. Jednak kolejne dwa sezony spęździł nadal w lidze IHL w barwach Fort Wayne Komets. W 1995 zadebiutował w rozgrywkach NHL w barwach Los Angeles Kings. W drużynie spędził niespełna pięć sezonów, po czym 24 stycznia 2000 przeniósł się do Buffalo Sabres, w którym grał do 2001. Łącznie w lidze NHL rozegrał 331 meczów, w których uzyskał 170 punktów za 69 gole i 101 asysty. Następnie przeniósł się do Rosji, gdzie rozegrał cztery sezony (trzy w Ak Barsie Kazań i jeden w CSKA Moskwa). Końcówkę sezonu 2004/2005 zagrał w białoruskiej Junosti Mińsk po czym zakończył karierę zawodniczą.
W młodości reprezentował ZSRR na mistrzostwach świata juniorów do lat 20 w 1989. Następnie został reprezentantem Białorusi, w barwach której uczestniczył na zimowych igrzyskach olimpijskich 1998, 2002 oraz mistrzostwach świata 1999, 2000 (Grupa A), 2002 (Dywizja I), 2003 (Elita), 2004 (Dywizja I), 2005 (Elita).

## Kariera trenerska i działacza
- Reprezentacja Białorusi (2007, 2011), asystent trenera
- Awangard Omsk (2008), asystent trenera
- Siewierstal Czerepowiec (2011), asystent trenera, pracownik struktur klubu
- Dynama Mińsk (2013–2014), dyrektor sportowy
- Traktor Czelabińsk (2014–2015), asystent trenera
- HK Szachcior Soligorsk (2016-2018), główny trener

Po zakończeniu kariery zawodniczej został szkoleniowcem i działaczem hokejowym. Dwukrotnie był asystentem głównego trenera reprezentacji Białorusi - na turniejach mistrzostw świata w 2007 (Curt Fraser) i 2011 (Eduard Zankawiec). Ponadto prowadził także reprezentacje juniorskie Białorusi, kadrę kraju w turnieju zimowej uniwersjady edycji 2011. Pracował także jako asystent i szkoleniowiec grup młodszych w Dynamie Mińsk, Awangardzie Omsk (2008), Siewierstali Czerepowiec (2011). W kwietniu 2013 został mianowany dyrektorem sportowym w Dynamie Mińsk. Pod koniec października 2014 został mianowany jako tymczasowy trener Traktora Czelabińsk. Później był tam zatrudniony jako asystent do listopada 2015. Na początku grudnia 2016 został głównym trenerem w drużynie HK Szachcior Soligorsk (jego asystentem został wówczas Aleh Antonienka).
Zmarł 14 grudnia 2019.

## Sukcesy
Reprezentacyjne
- Złoty medal mistrzostw świata juniorów do lat 20: 1989 z ZSRR
- Czwarte miejsce w turnieju zimowych igrzysk olimpijskich: 2002 z Białorusią
- Awans do Elity mistrzostw świata: 2002, 2004 z Białorusią

Klubowe
- Złoty medal wyższej ligi: 1987 z Torpedo Jarosław
- Srebrny medal mistrzostw Rosji: 2002 z Ak Barsem Kazań
- Brązowy medal mistrzostw Rosji: 2004 z Ak Barsem Kazań
- Złoty medal mistrzostw Białorusi: 2005 z Junosti Mińsk

Indywidualne
- Pierwszy skład gwiazd CoHL: 1993
- Mistrzostwa świata Dywizji I w 2002:
  - Pierwsze miejsce w klasyfikacji strzelców turnieju: 9 goli
  - Najlepszy napastnik turnieju

Wyróżnienia
- Hokeista Roku na Białorusi: 1992, 2000, 2002
- Zasłużony Mistrz Sportu Republiki Białorusi: 2002[19]

Osiągnięcia szkoleniowe
- Srebrny medal zimowej uniwersjady: 2011 z Białorusią